# 定安镇
定安镇，是中华人民共和国广西壮族自治区百色市田林县下辖的一个乡镇级行政单位。定安镇地处田林县西部，东及东北接八渡瑶族乡、者苗乡；南连高龙乡；西与西林县那劳镇、隆林各族自治县介廷乡接壤；北靠平塘乡、者苗乡。全镇行政区域面积 299 平方公里。镇人民政府驻定安村那密屯（那密新区），距田林县城 96 公里。
西林教案遺址位於該鎮境內。

## 历史

### 古代
汉朝之前属钩町部落，汉武帝时钩町王归附汉朝，该地划属牂柯郡。三国至西晋时期属兴古郡句町县。东晋至南朝梁属西平郡。北周至初唐属南宁州。唐、宋实行羁縻制度，元、明实行土司制度。唐属黔州都督府所辖羁縻州地，宋元时期，属上林峒。明永乐七年属上林长官司。明朝万历年间并入泗城州。

### 近代
清康熙五年（1666 年）改土归流，在原上林长官司地置西林县，治在者角村（今定安镇定安圩）。西林县是治所在今定安镇境域最高一级行政建制。光绪二十八年（1902 年），清军提督方辅公办回乡，因觉家乡“者角”（壮语意为多青蛙之沟）不雅，遂与当地乡绅商讨改名，并当场作诗一首，众乡绅从其诗作里提取“定安”两字作为新地名。从此，西林县城者角改名为定安。光绪三十四年（1908 年），设西林县中区（治在定安圩）。中华民国二十二年（1933 年），设有西林县定安乡。

### 现代
1949 年 12 月 5 日，西林县解放。1950 年 3 月，西林县人民政府成立，定安乡属第一区。1951 年 8 月，广西省人民政府裁撤西林县，原西林县定安等 4 个大乡并入田西县（后改为田林县），定安境域属田林县第七区（治在定安）。1958 年设田林县幸福人民公社（1961 年改称定安公社）。1984 年改设定安镇。

## 地理与气候
全镇地貌以山地为主，属土山地区。地势北部最高，南部次之，中部为横贯东西的河谷走廊地势较低。千米以上山峰 24 座，主要山峰有果里坡，坡模山、官山等，境内最高峰为定安镇东北部的八来村北面的果里坡，海拔 1252.3 米。
主要河流有驮娘江、清水河（那门河）。驮娘江为珠江水系西江干流的最大支流郁江的上游，从西林县入，自西向东流经定安镇那雄、八新、定安、渭密 4 个村，经八渡、八桂、六隆等乡镇出田林县境。清水河从北流入定安镇，经央荣、那门、定安村，在定安圩东部汇入驮娘江。
定安镇地属亚热带季风气候区，处于低纬度，太阳辐射量较强，热量丰富，夏长冬短，气候温暖，雨量适中，年平均气温21℃，平均降雨量约 1280 毫米。气象灾害主要为水灾、早灾。

## 行政区划

### 区划沿革
今定安镇境域行政建制始于清代。
清康熙五年（1666 年），设西林县，治者角（今定安圩），将原上林长官司 12 甲划为 6 里 1 甲。者角里辖那耀、者邦、那闷、那比、他旺、晚驮、央邦、那晒、那腊共 9 村（原岑氏土司领地）。清光绪二十八年（1902 年），县城者角更名定安。光绪三十四年（1908 年），西林县划分为中、东、南、西、北 5 区，今定安镇境域属中区，辖东街、河街、西引街、洞成街 4 街，八心、八来、平些、渭密、渭巴、那拉 6 村。
中华民国五年（1916 年），县设保卫局，县下设分局统村。中华民国十一年（1922 年），分局改为团务所。中华民国十八年（1929 年），改团为乡，实行乡、村制区划，西林县分为定安等 11 乡、116 村（街）。定安乡（原中区）统 11 村（街）。中华民国二十二年（1933 年），西林县设 7 个直隶乡 1 个特别区（辖 4 乡），定安为直隶乡。
1951 年8 月，销西林县建制，定安、者苗、高阁、八渡 4 乡划入田西县（改称田林县）。田林县划为 10 个区，共辖 93 个乡。今定安镇属第七区，区公所驻定安圩（定安村），辖定安、者苗、者化、渭洛、渭龙、八亨、渭各、八来、八心、渭密、洞城 11 乡。1955 年，第七区改为定安区。
1958 年，人民公社化运动兴起，定安区改为幸福公社，辖定安、渭密、那雄、者苗、那门等大队。1964 年，定安区辖定安、那雄、渭密、那门、八来、央荣 6 个公社。1980 年，那雄大队分置八新大队。
1983 年 10 月，政社分开，公社改为乡（镇）。定安公社改为定安镇，辖定安、渭密、八新、那雄、那门、常井、央荣、八来 8 个村。1987 年，村委会改设村公所，在自然屯设村民委员会和村民小组。定安镇有 8 个村，设 8 个村公所。62 个自然屯分为 38 个村民委员会、96 个村民小组。1995 年，村公所改为村民委员会，下设村民小组。定安镇辖 8 个村及村民委员会，97 个村民小组。

### 当前区划
定安镇行政区划分为 8 个行政村，共有 56 个自然屯、3 街，101 个村民小组：
行政村：定安村、渭密村、八新村、那雄村、那门村、央荣村、八来村和常井村。
| 村名 | 自然屯（街）                                                     | 村民小组数 |
| ---- | ---------------------------------------------------------------- | ---------- |
| 定安 | 红新街、东新街、立新街、廷立屯、岩怀屯                           | 17         |
| 渭密 | 南甲、平些、洞洋、渭密、那免、那收                               | 15         |
| 八新 | 八新、孔孝、那单、那六、三台坡、运斗、新寨、那来、平木、八轮     | 11         |
| 那雄 | 那古、那雄、那别、河口、八干、平外、弄合、大平、八兰、三湾、那朋 | 11         |
| 那门 | 那门、那弄、洞城、巴品、八伦山、八角山                           | 17         |
| 央荣 | 央荣、八贯、上央灯、下央灯、百家寨、平丰                         | 12         |
| 八来 | 八来、下甲、香六、田平、半坡、平马乐、那桑、央胡                 | 8          |
| 常井 | 上甲、毛坪、常井、者亮、渭妹、落艾、渭腊                         | 10         |

## 交通

### 公路
- 高速公路：田林至西林（滇桂界）高速公路在定安镇设有一出入口；
- 国道：357国道从利周瑶族乡入田林县，经过乐里镇、六隆镇、八桂瑶族乡、八渡瑶族乡等4个乡镇后，从渭密村进入定安镇，后沿平吉至八大河公路出定安镇；
- 省道：217省道起于旧州镇，经平塘乡后进入定安镇，与357国道交汇后继续往南经过高龙乡、那比乡，终于滇桂交界处；
- 县道：956县道起点位于定安镇渭密村洞洋屯，终点位于那比乡那比村，与乐里至那比公路相接；
- 乡村公路：1998 年下半年，全县开展村级公路大会战，定安基本实现了村村通公路。2000 年，全县实施屯级道路大会战，通村道路基本实现道路硬化，屯屯通道路，部分屯内道路实现硬化。

### 水路
定安境内主要水路只有驮娘江 1 条。驮娘江流经八渡瑶族乡、六隆镇等乡镇，夏季水深 5~6 米，冬季水浅 1~2 米。清朝时云贵总督疏凿驮娘江河道，用炸药炸开河中暗礁大石，此后小船可从定安出发直抵达云南省广南县。1936 年以前，由百色上溯，1 吨重的中型木船可直通定安镇。后来由于水土流失造成滩多水急，加之修建水电站，长途水路再也无法通航。

## 民族
2017年的人口统计中，全镇有壮、汉、瑶、苗、彝 5 个民族。
- 汉族人口 2546人，占总人口的 17.45%；
- 壮族人口 10777 人，占定安镇总人口的 73.85%；
- 瑶族人口 615 人，占总人口的 4.21%；
- 苗族人口 138 人，占总人口的 0.95%；
- 彝族人口 230 人，占总人口的 1.58%；

### 民族区域构成
- 壮族多分布在江河、溪涧阶地及低山丘陵地带，大多是沿河两岸自然条件较好、交通较方便，经济发展较快的地方；
- 汉族多分布在镇东北部、西北部山地，主要分布在八来、常井、八新、央荣等村，也有部分汉族搬迁到定安村定安圩附近，与壮族杂居；
- 瑶族多散居在海拔 800～1000 米林密草茂的高山峰峦间，主要分布在八新村的新寨屯和那雄村的三湾屯；
- 苗族主要分布在八新村的平木屯；
- 彝族分布在常井村的常井屯。

## 大事记

### 西林教案
咸丰三年（1853 年）冬，法国天主教神甫马赖违反黄埔条约中法国人只能在五口建立教堂传教的规定，在贵州籍教徒白小满（又作白满）、曹桂英（又作曹贵、曹贵英）、仆人亚老五等人陪同下，装扮成当地人，从贵州省兴义市进入广西隆林，经驮娘江到达定安镇三十里外的白家寨（今定安镇央荣村白家寨屯）、常井屯（今定安镇常井村）活动，之后，逐渐向县城定安及央荣、那满、瑶山村一带活动。
他严令受洗的教徒拆除家中的祖先神位，不准上坟祭祖，因而造成当地许多家庭矛盾，出现宗族纠纷，百姓对其很是不满。而且，马赖在替妇女受洗时乘机奸淫妇女，导致其含恨自杀。同时，他们还借“教规”限制当地各族男女青年婚姻自由权利，禁止教徒与异教徒结婚，结婚需经神甫和教堂同意，等等，造成许多家庭、宗族纠纷，普通百姓对其极为厌恶。
马赖违反天主教教规非法传教和种种恶行，激起了当地人民群众的强烈愤慨，在忍无可忍的情况下，群众联名上书县衙，要求查办马赖。咸丰六年（1856 年）正月二十日，新任西林知县张鸣凤下令逮捕马赖及教徒等 15 人。马赖不承认罪行，无视清朝法律大闹公堂，还大骂知县压迫天主教传教活动，违反中法条约。张鸣凤见马赖态度蛮横，拒不认罪，于是在正月二十四日（2 月 29 日）前后处死马赖、白小满、曹贵。

### 庚申事件
咸丰十年（1860 年）3 月，太平军石镇吉部队曾广依部欲经八渡口往贵州和大部队会合，因走错路到今八渡瑶族乡，只好沿路前往西林县城（今定安镇）修整，离开时遭西林乡绅、团练下毒、袭杀，太平军反击屠城，相传团练、官军及无辜百姓共死去 3000 余人，幸存者用了近半个月的时间来收殓尸体，清理街道，城内哀鸿遍野，惨不忍睹。史称“庚申事件”。
当地有《万人坟》碑记载：

咸丰十年，发匪屠城，男女老少罹难甚众。当时权收浅埋，日久牛马践踏，白骨暴露，目睹心伤。同治十一年春，众信签资收买大罈装载，兹更完修。公留余资，长为会底，以备每年祭扫之资。略记数言，以招来许。
同治十三年嘉平吉日修泣

在那比乡发现的《永安主佃告示》碑也记载了这一事件，当地的大地主岑氏在这一事件中有“百余”人丧命，太平军客观上削弱了当地的地主阶级势力，使得当地形成了“主弱佃强”的格局。

### 西林空袭
中华民国 30 年（1941年）5月，9 架日军飞机轰炸定安圩，投下 9 枚炸弹，定安城里部分街道、民房被炸毁。